# Sort peber
 For alternative betydninger, se Peber (flertydig). (Se også artikler, som begynder med Peber)
Sort Peber (Piper nigrum) er en stedsegrøn lian, der dyrkes for de skarpt smagende frugters skyld.

## Anvendelse
Sort Pebers frugter forhandles som hele "peberkorn" eller som pulveriseret, "stødt peber".